# 5-二乙氨基戊醇
5-二乙氨基戊醇是一种有机化合物，化学式为C9H21NO。它可由1,5-戊二醇和二乙胺为原料反应得到。它可以在5-二乙氨基-5-氧代戊酸甲酯和氢化铝锂的还原反应中生成。它和碘乙烷反应，可以得到羟戊基三乙基碘化铵。